# Galeras
El Galeras és un estratovolcà al Departament de Nariño, a Colòmbia, prop de la capital San Juan de Pasto. El seu cim s'eleva fins al 4.276 msnm. És considerat el volcà més actiu de Colòmbia, per davant del Nevado del Ruiz, amb 40 erupcions documentades des de l'Holocè. El seu nom fou donat pels conquistadors espanyols que arribaren a la zona a primers del segle xvi. Aquest es deu al fet que la silueta del cim els recordà la forma de les galeres, molt emprats en aquell temps. Amb tot, els indígenes l'anomenaven Urcunina (Urcu-Nina) que significa literalment "Muntanya de foc".
Fins a finals del segle xix el Volcà fou anomenat indistintament "Volcà de Pasto" o "Volcà de les Galeras".
La primera erupció des de l'arribada dels espanyols a la zona data del 7 de desembre de 1580. Altres erupcions tingueren lloc el 1616, 1641, 1670, 1754, 1796, 1823, 1828, 1834, 1865, 1889, 1891, 1923, 1924, 1932, 1936, 1947, 1950, 1974, 1989, 1990, 1993, 2000, 2002, 2004, 2005, 2007, 2008 i 2010.
L'erupció del 14 de gener de 1993 va matar nou persones, entre elles sis vulcanòlegs i tres dels seus guies que havien baixat dins el cràter per prendre mostres de gasos.
Les darreres erupcions van tenir lloc el 3 de gener de 2010, obligant a evacuar unes 8.000 persones, i el 25 d'agost de 2010.